# Liste des hôtels particuliers de Paris
Cet article recense les hôtels particuliers de Paris, en France.

## Liste
Sur les 2 000 hôtels particuliers que la capitale comptait, la liste suivante recense 390 hôtels particuliers conservés. Elle précise le cas échéant, la référence de l'édifice dans la base Mérimée, lorsqu'il est protégé au titre des monuments historiques.
- Haut – A
- B
- C
- D
- E
- F
- G
- H
- I
- J
- K
- L
- M
- N
- O
- P
- Q
- R
- S
- T
- U
- V
- W
- X
- Y
- Z
- 0-9

## A
| Nom                                                         | Destination au XXIe siècle                                   | Arrdt. | Adresse                                                | Coordonnées                       | Mérimée                              |
| ----------------------------------------------------------- | ------------------------------------------------------------ | ------ | ------------------------------------------------------ | --------------------------------- | ------------------------------------ |
| Hôtel des abbés de Fécamp                                   | Divisé en appartements et commerces                          | +06,   | 5 rue Hautefeuille                                     |                                   | « PA00088522 », notice no PA00088522 |
| Hôtel d'Aguesseau                                           | Locaux parisiens d'Actes Sud                                 | +06,   | 18 rue Séguier                                         | 48° 51′ 13″ N, 2° 20′ 29,5″ E     | « PA00088631 », notice no PA00088631 |
| Hôtel d'Aiguillon                                           | Divisé en appartements                                       | +07,   | 33 rue de Verneuil                                     | 48° 51′ 28,1″ N, 2° 19′ 43,4″ E   |                                      |
| Hôtel d'Aligre                                              | Divisé en appartements                                       | +07,   | 15 rue de l'Université                                 | 48° 51′ 25,2″ N, 2° 19′ 46″ E     | « PA00088694 », notice no PA00088694 |
| Hôtel Alfred Sommier                                        | Hôtel 5*                                                     | +08,   | 20 rue de l'Arcade                                     | 48° 52′ 19″ N, 2° 19′ 26″ E       | « PA75080013 », notice no PA75080013 |
| Hôtel d'Almeyras                                            |                                                              | +03,   | 30 rue des Francs-Bourgeois                            |                                   | « PA00086126 », notice no PA00086126 |
| Hôtel Amelot de Bisseuil (dit des Ambassadeurs de Hollande) |                                                              | +04,   | 47 rue Vieille-du-Temple                               | 48° 51′ 29,4″ N, 2° 21′ 28,9″ E   | « PA00086270 », notice no PA00086270 |
| Hôtel Amelot de Gournay                                     | Maison de l'Amérique latine, Ambassade du Paraguay en France | +07,   | 1 rue Saint-Dominique                                  | 48° 51′ 27,4″ N, 2° 19′ 24,5″ E   | « PA00088713 », notice no PA00088713 |
| Hôtel d'Angennes de Rambouillet                             |                                                              | +04,   | 20 place des Vosges                                    | 48° 51′ 20,7″ N, 2° 22′ 00,5″ E   | « PA00086271 », notice no PA00086271 |
| Hôtel d'Angoulême Lamoignon                                 | Bibliothèque historique de la ville de Paris                 | +04,   | 24 rue Pavée                                           | 48° 51′ 25″ N, 2° 21′ 42,3″ E     | « PA00086296 », notice no PA00086296 |
| Hôtel d'Anlezy                                              |                                                              | +07,   | 46 rue de Bourgogne                                    | 48° 51′ 24,9″ N, 2° 19′ 01,6″ E   | « PA00088751 », notice no PA00088751 |
| Hôtel des archevêques de Sens                               | Bibliothèque Forney                                          | +04,   | 1 rue du Figuier                                       | 48° 51′ 12,6″ N, 2° 21′ 32,3″ E   | « PA00086316 », notice no PA00086316 |
| Hôtel d'Argenson (chancellerie d'Orléans)                   | Détruit                                                      | +01,   | 19 rue des Bons-Enfants                                |                                   |                                      |
| Hôtel d'Armenonville                                        | Détruit                                                      | +01,   | Rue Jean-Jacques-Rousseau                              | 48° 51′ 51,9″ N, 2° 20′ 38,3″ E   |                                      |
| Hôtel d'Arvers                                              |                                                              | +04,   | 12 quai d'Orléans                                      | 48° 51′ 05,2″ N, 2° 21′ 18,7″ E   | « PA00086273 », notice no PA00086273 |
| Hôtel d'Asfeld                                              |                                                              | +06,   | 40 rue du Cherche-Midi                                 | 48° 50′ 58,8″ N, 2° 19′ 35,2″ E   | « PA00088523 », notice no PA00088523 |
| Hôtel d'Asfeldt                                             | Logement privé                                               | +04,   | 16 place des Vosges                                    | 48° 51′ 19,8″ N, 2° 22′ 00,2″ E   | « PA00086274 », notice no PA00086274 |
| Hôtel d'Assy                                                | Archives nationales                                          | +03,   | 58 bis rue des Francs-Bourgeois                        |                                   | « PA00086155 », notice no PA00086155 |
| Hôtel Aubert de Fontenay (ou Salé)                          | Musée Picasso                                                | +03,   | 5 rue de Thorigny                                      | 48° 51′ 35″ N, 2° 21′ 44″ E       | « PA00086157 », notice no PA00086157 |
| Hôtel d'Aubray                                              |                                                              | +04,   | 12 rue Charles-V                                       | 48° 51′ 11,5″ N, 2° 21′ 44,5″ E   | « PA00086275 », notice no PA00086275 |
| Hôtel d'Augny (ou Aguado)                                   | Mairie du 9e arrondissement de Paris                         | +09,   | 6 rue Drouot                                           | 48° 52′ 20,83″ N, 2° 20′ 28,53″ E | « PA00088989 », notice no PA00088989 |
| Hôtel d'Aumont                                              |                                                              | +09,   | 2, 2bis rue de Caumartin et 30 boulevard des Capucines |                                   | « PA00088910 », notice no PA00088910 |
| Hôtel d'Aumont                                              | Tribunal administratif de Paris                              | +04,   | 5, 7 rue de Jouy                                       | 48° 51′ 16″ N, 2° 21′ 30″ E       | « PA00086276 », notice no PA00086276 |
| Hôtel d'Auterive                                            |                                                              | +07,   | 3 rue de Beaune                                        | 48° 51′ 32″ N, 2° 19′ 48,4″ E     | « PA00088750 », notice no PA00088750 |

- Haut – A
- B
- C
- D
- E
- F
- G
- H
- I
- J
- K
- L
- M
- N
- O
- P
- Q
- R
- S
- T
- U
- V
- W
- X
- Y
- Z
- 0-9

## B
| Nom                            | Destination au XXIe siècle                                  | Arrdt. | Adresse                                                                     | Coordonnées                     | Mérimée                              |
| ------------------------------ | ----------------------------------------------------------- | ------ | --------------------------------------------------------------------------- | ------------------------------- | ------------------------------------ |
| Hôtel du Barry                 |                                                             | +02,   | 2bis, 2ter rue de la Jussienne                                              | 48° 51′ 55″ N, 2° 20′ 39,2″ E   | « PA00086063 », notice no PA00086063 |
| Hôtel de Bassompierre          |                                                             | +03,   | 23 place des Vosges                                                         |                                 | « PA00086124 », notice no PA00086124 |
| Hôtel Bataille de Francès      |                                                             | +01,   | 1 place Vendôme                                                             | 48° 52′ 00,8″ N, 2° 19′ 43″ E   | « PA00085808 », notice no PA00085808 |
| Hôtel Baudard de Saint-James   | Siège de Chaumet                                            | +01,   | 12 place Vendôme                                                            | 48° 52′ 00,9″ N, 2° 19′ 48,3″ E | « PA00085809 », notice no PA00085809 |
| Hôtel Bauyn de Péreuse         | Propriété privée                                            | +01,   | 5 place des Victoires                                                       | 48° 51′ 55,4″ N, 2° 20′ 29,5″ E | « PA00085810 », notice no PA00085810 |
| Hôtel de Béarn                 | Ambassade de Roumanie                                       | +07,   | 123 rue Saint-Dominique, 22-24 avenue Bosquet et 1 à 15 rue de l'Exposition | 48° 51′ 30,9″ N, 2° 18′ 10,5″ E | « PA00088803 », notice no PA00088803 |
| Hôtel de Beaubrun              | Siège de la société Emerige                                 | +03,   | 17, 19 rue Michel-le-Comte                                                  |                                 | « PA00086169 », notice no PA00086169 |
| Hôtel de Beauffremont          |                                                             | +07,   | 87 rue de Grenelle                                                          | 48° 51′ 22″ N, 2° 19′ 18,1″ E   | « PA00088692 », notice no PA00088692 |
| Hôtel Beauharnais              |                                                             | +08,   | 57 boulevard Haussmann et 32 rue des Mathurins                              |                                 |                                      |
| Hôtel Beauharnais              | Résidence de l'ambassadeur d'Allemagne                      | +07,   | 78 rue de Lille                                                             | 48° 51′ 39,2″ N, 2° 19′ 20,4″ E | « PA00088693 », notice no PA00088693 |
| Hôtel de Beaumont              | Propriété de la République de Côte d'Ivoire                 | +07,   | 11 rue Masseran et 2 rue Duroc                                              | 48° 50′ 53,8″ N, 2° 18′ 52,5″ E | « PA00088695 », notice no PA00088695 |
| Hôtel de Beaune                |                                                             | +06,   | 7 rue du Regard et 70 boulevard Raspail                                     |                                 | « PA00088524 », notice no PA00088524 |
| Hôtel Beautru de la Vieuville  |                                                             | +03,   | 6 rue Pastourelle                                                           |                                 | « PA00086170 », notice no PA00086170 |
| Hôtel de Beauvais              | Cour administrative d'appel de Paris                        | +04,   | 68 rue François-Miron                                                       | 48° 51′ 19,3″ N, 2° 21′ 30,1″ E | « PA00086277 », notice no PA00086277 |
| Hôtel de Beauvau               | Ministère de l'Intérieur                                    | +08,   | place Beauvau, rue Cambacérès et 11 rue des Saussaies                       |                                 | « PA00088873 », notice no PA00088873 |
| Hôtel Bélanger                 |                                                             | +09,   | 13, 15 rue Saint-Georges                                                    |                                 | « PA00088911 », notice no PA00088911 |
| Hôtel de Beligny               |                                                             | +06,   | 12 rue Guénégaud                                                            | 48° 51′ 20,2″ N, 2° 20′ 17,5″ E | « PA00088525 », notice no PA00088525 |
| Hôtel de Bérancourt            |                                                             | +03,   | 28 rue Charlot                                                              |                                 | « PA00086119 », notice no PA00086119 |
| Hôtel Bergeret de Grancourt    |                                                             | +01,   | 2 place des Victoires                                                       | 48° 51′ 56,3″ N, 2° 20′ 26,1″ E | « PA00085811 », notice no PA00085811 |
| Hôtel Bergeret de Talmont      |                                                             | +01,   | 4 place des Victoires                                                       | 48° 51′ 56,8″ N, 2° 20′ 26″ E   | « PA00085812 », notice no PA00085812 |
| Hôtel Berruyer                 |                                                             | +03,   | 4 rue du Parc-Royal et 55 rue de Turenne                                    |                                 | « PA00086120 », notice no PA00086120 |
| Hôtel Berthier de Sauvigny     | détruit                                                     | +03,   | 11 rue Béranger                                                             |                                 |                                      |
| Hôtel de Bérulle               | Propriété privée                                            | +07,   | 15 rue de Grenelle                                                          | 48° 51′ 11,2″ N, 2° 19′ 42,7″ E | « PA00088696 », notice no PA00088696 |
| Hôtel de Biéville              |                                                             | +09,   | 10 rue de la Grange-Batelière                                               |                                 | « PA00089009 », notice no PA00089009 |
| Hôtel de Biron                 | Musée Rodin                                                 | +07,   | 77 rue de Varenne                                                           | 48° 51′ 22″ N, 2° 18′ 57,2″ E   | « PA00088697 », notice no PA00088697 |
| Hôtel Blémont                  | Siège de la Société des auteurs et compositeurs dramatiques | +09,   | 5, 7 rue Ballu                                                              |                                 | « PA00088924 », notice no PA00088924 |
| Hôtel de Boffrand              |                                                             | +01,   | 24 place Vendôme                                                            | 48° 52′ 04,2″ N, 2° 19′ 49,7″ E | « PA00085838 », notice no PA00085838 |
| Hôtel de Boisgelin             | Ambassade d'Italie                                          | +07,   | 47-49 rue de Varenne                                                        |                                 |                                      |
| Hôtel de Bondeville            |                                                             | +03,   | 4 rue des Haudriettes                                                       |                                 | « PA00086121 », notice no PA00086121 |
| Hôtel de Bonneval              |                                                             | +03,   | 14, 16 rue du Parc-Royal                                                    |                                 | « PA00086122 », notice no PA00086122 |
| Hôtel Bony                     | Siège de Burson-Marsteller                                  | +09,   | 32 rue de Trévise                                                           |                                 | « PA00088912 », notice no PA00088912 |
| Hôtel Botterel de Quintin      |                                                             | +10,   | 44 rue des Petites-Écuries                                                  | 48° 52′ 26,5″ N, 2° 20′ 59,5″ E | « PA00086502 », notice no PA00086502 |
| Hôtel de Boullongne            |                                                             | +01,   | 23 place Vendôme                                                            | 48° 52′ 05,5″ N, 2° 19′ 47″ E   | « PA00085813 », notice no PA00085813 |
| Hôtel de Bourbon-Condé         | Propriété du roi du Bahreïn                                 | +07,   | 12 rue Monsieur                                                             | 48° 51′ 03,3″ N, 2° 18′ 58″ E   | « PA00088698 », notice no PA00088698 |
| Hôtel Bourrienne               | Siège de Gravitation                                        | +10,   | 58 rue d'Hauteville                                                         | 48° 52′ 28,3″ N, 2° 21′ 04,1″ E | « PA00086495 », notice no PA00086495 |
| Hôtel de Bourvallais           | Ministère de la Justice                                     | +01,   | 11 et 13 place Vendôme                                                      | 48° 52′ 05″ N, 2° 19′ 40″ E     | « PA00085814 », notice no PA00085814 |
| Hôtel de Brancas               |                                                             | +06,   | 6 rue de Tournon                                                            | 48° 51′ 03,3″ N, 2° 20′ 13″ E   | « PA00088526 », notice no PA00088526 |
| Hôtel de Breteuil              | Ambassade d'Irlande en France                               | +16,   | 12 avenue Foch                                                              | 48° 52′ 26,5″ N, 2° 17′ 29,1″ E |                                      |
| Hôtel Le Tonnelier de Breteuil | Archives nationales                                         | +03,   | 58 rue des Francs-Bourgeois                                                 | 48° 51′ 34,7″ N, 2° 21′ 27,5″ E | « PA00086155 », notice no PA00086155 |
| Hôtel de Brienne               | Ministère de la Défense                                     | +07,   | 14 rue Saint-Dominique                                                      | 48° 51′ 35″ N, 2° 19′ 10″ E     | « PA00088699 », notice no PA00088699 |
| Hôtel Bristol                  |                                                             | +01,   | 3, 5 place Vendôme                                                          | 48° 52′ 01,4″ N, 2° 19′ 42,7″ E | « PA00085817 », notice no PA00085817 |
| Hôtel de Broglie-Haussonville  | Propriété de l’Assemblée nationale                          | +07,   | 35-37 rue Saint-Dominique, 9-13 rue de Bourgogne et 30bis-32 rue Las-Cases  | 48° 51′ 33,5″ N, 2° 19′ 07,4″ E | « PA00125455 », notice no PA00125455 |
| Hôtel Brongniart               |                                                             | +07,   | 49 boulevard des Invalides                                                  | 48° 50′ 58,7″ N, 2° 18′ 55,5″ E | « PA00088700 », notice no PA00088700 |
| Hôtel Brulart                  |                                                             | +04,   | 25 rue des Écouffes                                                         | 48° 51′ 26,1″ N, 2° 21′ 31,8″ E | « PA00086279 », notice no PA00086279 |
| Hôtel Bullion                  | Siège historique de la Caisse d'épargne                     | +01,   | 9 rue Coq-Héron                                                             | 48° 51′ 52,5″ N, 2° 20′ 32,8″ E | « PA00085815 », notice no PA00085815 |

- Haut – A
- B
- C
- D
- E
- F
- G
- H
- I
- J
- K
- L
- M
- N
- O
- P
- Q
- R
- S
- T
- U
- V
- W
- X
- Y
- Z
- 0-9

## C
| Nom                                                    | Destination au XXIe siècle                                                                                     | Arrdt. | Adresse                                                                       | Coordonnées                         | Mérimée                              |
| ------------------------------------------------------ | --- | ------ | ----------------------------------------------------------------------------- | ----------------------------------- | ------------------------------------ |
| Hôtel Cail                                             | Mairie du 8e arrondissement de Paris                                                                           | +08,   | 56 boulevard Malesherbes, 1, 1bis, 3 rue de Lisbonne et 13 rue du Général-Foy |                                     | « PA00088820 », notice no PA00088820 |
| Hôtel de La Salle                                      | | +07,   | 21 rue de l'Université, 2 rue Montalembert et 2 rue Sébastien-Bottin          | 48° 51′ 25,9″ N, 2° 19′ 42,8″ E     | « PA00088701 », notice no PA00088701 |
| Hôtel de Camondo (mitoyen de l'hôtel Moïse de Camondo) | Siège de Morgan Stanley                                                                                        | +08,   | 61 rue de Monceau                                                             |                                     | « PA00088821 », notice no PA00088821 |
| Hôtel du Cardinal de Richelieu                         | | +03,   | 21 place des Vosges                                                           |                                     | « PA00086129 », notice no PA00086129 |
| Hôtel Carnavalet                                       | Musée Carnavalet                                                                                               | +03,   | 23 rue de Sévigné                                                             |                                     | « PA00086125 », notice no PA00086125 |
| Hôtel Cartier                                          | Automobile Club de France                                                                                      | +08,   | 8 place de la Concorde                                                        | 48° 52′ 02,215″ N, 2° 19′ 17,183″ E | « PA00088822 », notice no PA00088822 |
| Hôtel de Cassini                                       | Secrétariat général pour l'investissement et Direction générale de l'Administration et de la Fonction publique | +07,   | 32 rue de Babylone                                                            | 48° 51′ 06,6″ N, 2° 19′ 15,4″ E     | « PA00088702 », notice no PA00088702 |
| Hôtel de Castries                                      | Ministère de la Cohésion des territoires                                                                       | +07,   | 72 rue de Varenne                                                             | 48° 51′ 19″ N, 2° 19′ 09,5″ E       | « PA00088703 », notice no PA00088703 |
| Hôtel de Cavoye                                        | Propriété de François Pinault, habitation                                                                      | +07,   | 52 rue des Saints-Pères                                                       | 48° 51′ 14,8″ N, 2° 19′ 47,2″ E     | « PA00088704 », notice no PA00088704 |
| Hôtel de Chabannes                                     | | +04,   | 17 place des Vosges                                                           | 48° 51′ 21,9″ N, 2° 21′ 51,9″ E     | « PA00086466 », notice no PA00086466 |
| Hôtel de Chalon-Luxembourg                             | Propriété de la Ville de Paris                                                                                 | +04,   | 26 rue Geoffroy-l'Asnier                                                      | 48° 51′ 17,3″ N, 2° 21′ 25″ E       | « PA00086280 », notice no PA00086280 |
| Hôtel de Chambon                                       | Siège de DD Productions                                                                                        | +06,   | 95 rue du Cherche-Midi                                                        |                                     | « PA00088527 », notice no PA00088527 |
| Hôtel Chanac de Pompadour                              | Ambassade de Suisse                                                                                            | +07,   | 142 rue de Grenelle                                                           | 48° 51′ 28,9″ N, 2° 18′ 56,9″ E     | « PA00088705 », notice no PA00088705 |
| Hôtel de Chanaleilles                                  | | +07,   | 2 rue de Chanaleilles et 24 rue Vaneau                                        | 48° 51′ 11,9″ N, 2° 19′ 08,2″ E     | « PA00088706 », notice no PA00088706 |
| Hôtel Charlemagne                                      | | +01,   | 1 place des Victoires                                                         | 48° 51′ 55,8″ N, 2° 20′ 26,7″ E     | « PA00085816 », notice no PA00085816 |
| Hôtel Charles-Testu                                    | Propriété des éditions Gallimard                                                                               | +06,   | 26 rue de Condé                                                               |                                     | « PA00088528 », notice no PA00088528 |
| Hôtel du Châtelet                                      | Ministère du Travail                                                                                           | +07,   | 127 rue de Grenelle                                                           | 48° 51′ 27,8″ N, 2° 18′ 57,1″ E     | « PA00088707 », notice no PA00088707 |
| Hôtel de Châtillon                                     | | +04,   | 10 place des Vosges                                                           | 48° 51′ 18″ N, 2° 21′ 59,3″ E       | « PA00086281 », notice no PA00086281 |
| Hôtel de Chaulnes                                      | Siège de l'Académie d'architecture                                                                             | +04,   | 9 place des Vosges                                                            | 48° 51′ 19,2″ N, 2° 21′ 50,6″ E     | « PA00086282 », notice no PA00086282 |
| Hôtel de Chavigny                                      | Caserne de sapeurs pompiers                                                                                    | +04,   | 7, 9 rue de Sévigné                                                           | 48° 51′ 20,6″ N, 2° 21′ 42,5″ E     | « PA00086283 », notice no PA00086283 |
| Hôtel de Chenizot                                      | | +04,   | 51, 53 rue Saint-Louis-en-l'Île                                               | 48° 51′ 07,6″ N, 2° 21′ 19,6″ E     | « PA00086284 », notice no PA00086284 |
| Hôtel Chéret                                           | Logements sociaux                                                                                              | +10,   | 30 rue du Faubourg-Poissonnière                                               | 48° 52′ 22,7″ N, 2° 20′ 53″ E       | « PA00086496 », notice no PA00086496 |
| Hôtel de Chimay                                        | Campus des Beaux-Arts de Paris                                                                                 | +06,   | 17 quai Malaquais                                                             |                                     |                                      |
| Hôtel de Choiseul-Praslin                              | Siège de La Banque postale                                                                                     | +06,   | 4, 6, 8 rue Saint-Romain                                                      | 48° 50′ 52″ N, 2° 19′ 13,3″ E       | « PA00088627 », notice no PA00088627 |
| Hôtel de Choudens                                      | | +09,   | 21 rue Blanche                                                                |                                     | « PA00088913 », notice no PA00088913 |
| Hôtel de Claude Trutat                                 | | +06,   | 14 rue de Condé                                                               |                                     | « PA00088529 », notice no PA00088529 |
| Hôtel de Clermont                                      | Ministère des Relations avec le Parlement                                                                      | +07,   | 69 rue de Varenne et 6-8 rue Barbet-de-Jouy                                   | 48° 51′ 19″ N, 2° 19′ 03,7″ E       | « PA00088708 », notice no PA00088708 |
| Hôtel de Clermont-Tonnerre                             | Propriété de François Pinault                                                                                  | +07,   | 118 rue du Bac                                                                | 48° 51′ 09,2″ N, 2° 19′ 24,3″ E     | « PA00088709 », notice no PA00088709 |
| Hôtel de Clermont-Tonnerre (ancien)                    | | +05,   | 27 quai de la Tournelle                                                       | 48° 51′ 00,8″ N, 2° 21′ 13,8″ E     | « PA00088488 », notice no PA00088488 |
| Hôtel de Clermont-Tonnerre                             | | +04,   | 18 place des Vosges                                                           | 48° 51′ 20,3″ N, 2° 22′ 00,3″ E     | « PA00086285 », notice no PA00086285 |
| Hôtel de Cluny et Palais des Thermes                   | Musée de Cluny                                                                                                 | +05,   | 24 rue Du Sommerard                                                           | 48° 51′ 01,1″ N, 2° 20′ 37,3″ E     | « PA00088431 », notice no PA00088431 |
| Hôtel de Coëtlogon                                     | Propriété du sultan de Brunei                                                                                  | 1      | 3 place Vendôme                                                               |                                     | « PA00085817 », notice no PA00085817 |
| Hôtel de Coislin                                       | Propriété de la fondation Mayapan                                                                              | +08,   | 4 place de la Concorde et 1 rue Royale                                        |                                     | « PA00088824 », notice no PA00088824 |
| Hôtel de Comans d'Astry                                | | +04,   | 18 quai de Béthune                                                            | 48° 51′ 01,9″ N, 2° 21′ 29,4″ E     | « PA00086332 », notice no PA00086332 |
| Hôtel des Comédiens ordinaires du roi                  | | +06,   | 14 rue de l'Ancienne-Comédie                                                  |                                     | « PA00088530 », notice no PA00088530 |
| Hôtel Cornette                                         | | +02,   | 12 place des Victoires                                                        | 48° 51′ 57,5″ N, 2° 20′ 28,7″ E     | « PA00086025 », notice no PA00086025 |
| Hôtel Cornuel                                          | | +03,   | 7 rue Charlot                                                                 |                                     | « PA00086126 », notice no PA00086126 |
| Hôtel Coulanges                                        | Propriété de Xavier Niel                                                                                       | +04,   | 1bis place des Vosges et 11bis rue de Birague                                 | 48° 51′ 18″ N, 2° 21′ 54″ E         | « PA00086286 », notice no PA00086286 |
| Hôtel de Coulanges                                     | Propriété de la Ville de Paris                                                                                 | +04,   | 35-37 rue des Francs-Bourgeois                                                | 48° 51′ 27,95″ N, 2° 21′ 37,35″ E   | « PA00086301 », notice no PA00086301 |
| Hôtel de Crillon                                       | Palace | +08,   | 10 place de la Concorde                                                       | 48° 52′ 00″ N, 2° 19′ 16″ E         | « PA00088825 », notice no PA00088825 |
| Hôtel de Croisilles                                    | | +03,   | 12 rue du Parc-Royal                                                          |                                     | « PA00086127 », notice no PA00086127 |
| Hôtel Cromot du Bourg                                  | | +09,   | 9, 11 rue Cadet et 60 rue La Fayette                                          |                                     | « PA00088914 », notice no PA00088914 |
| Hôtel de Crozat                                        | Hôtel Ritz | +01,   | 17 place Vendôme                                                              |                                     | « PA00085826 », notice no PA00085826 |

- Haut – A
- B
- C
- D
- E
- F
- G
- H
- I
- J
- K
- L
- M
- N
- O
- P
- Q
- R
- S
- T
- U
- V
- W
- X
- Y
- Z
- 0-9

## D
| Nom                                               | Destination au XXIe siècle                                                      | Arrdt. | Adresse                                    | Coordonnées                     | Mérimée                              |
| ------------------------------------------------- | ------------------------------------------------------------------------------- | ------ | ------------------------------------------ | ------------------------------- | ------------------------------------ |
| Hôtel Delaforest                                  |                                                                                 | +07,   | 13 rue Vaneau                              | 48° 51′ 13,5″ N, 2° 19′ 11″ E   | « PA00125456 », notice no PA00125456 |
| Hôtel Delisle-Mansart                             |                                                                                 | +03,   | 22 rue Saint-Gilles                        |                                 | « PA00086128 », notice no PA00086128 |
| Hôtel Delpech de Chaumot                          |                                                                                 | +01,   | 8 place Vendôme                            | 48° 52′ 00″ N, 2° 19′ 46,6″ E   | « PA00085818 », notice no PA00085818 |
| Hôtel Desmarets                                   | Siège de Kenzo                                                                  | +02,   | 18 rue Vivienne                            | 48° 52′ 05,2″ N, 2° 20′ 23″ E   | « PA00086081 », notice no PA00086081 |
| Hôtel du Docteur Coste                            |                                                                                 | +06,   | 42 rue du Cherche-Midi                     | 48° 50′ 58,6″ N, 2° 19′ 34,8″ E | « PA00088531 », notice no PA00088531 |
| Hôtel Dodun                                       | Logement social                                                                 | +01,   | 21 rue de Richelieu et 10 rue Molière      | 48° 51′ 52,9″ N, 2° 20′ 09,4″ E | « PA00085819 », notice no PA00085819 |
| Hôtel de Donon                                    | Musée Cognacq-Jay                                                               | +03,   | 9 rue Payenne et 8 rue Elzévir             |                                 | « PA00086129 », notice no PA00086129 |
| Hôtel Duché des Tournelles                        |                                                                                 | +01,   | 18 place Vendôme                           | 48° 52′ 02,6″ N, 2° 19′ 49,8″ E | « PA00085820 », notice no PA00085820 |
| Hôtel de Mademoiselle Duchesnois                  |                                                                                 | +09,   | 3 rue de la Tour-des-Dames                 |                                 | « PA00088915 », notice no PA00088915 |
| Hôtel des ducs de Bourgogne (tour Jean-sans-Peur) |                                                                                 | +02,   | 20 rue Étienne-Marcel                      | 48° 51′ 50,9″ N, 2° 20′ 53,3″ E | « PA00086026 », notice no PA00086026 |
| Hôtel Dupin (anciennement hôtel des Vins)         |                                                                                 | +01,   | 68 rue Jean-Jacques-Rousseau               | 48° 51′ 51,3″ N, 2° 20′ 39,4″ E | « PA00085893 », notice no PA00085893 |
| Hôtel Duprat                                      |                                                                                 | +07,   | 60 rue de Varenne et 51 rue de Bellechasse | 48° 51′ 17,7″ N, 2° 19′ 14,7″ E | « PA00085820 », notice no PA00085820 |
| Hôtel Duret de Chevry                             | Institut historique allemand                                                    | +03,   | 8 rue du Parc-Royal                        | 48° 51′ 31″ N, 2° 21′ 49″ E     |                                      |
| Hôtel Dyel des Hameaux                            | Logement privé, ancienne résidence de Dominique Strauss-Kahn entre 1997 et 2011 | +04,   | 13 place des Vosges et 14 rue de Turenne   | 48° 51′ 20,6″ N, 2° 21′ 51,3″ E | « PA00088711 », notice no PA00088711 |

- Haut – A
- B
- C
- D
- E
- F
- G
- H
- I
- J
- K
- L
- M
- N
- O
- P
- Q
- R
- S
- T
- U
- V
- W
- X
- Y
- Z
- 0-9

## E
| Nom             | Destination au XXIe siècle                     | Arrdt. | Adresse             | Coordonnées                 | Mérimée                              |
| --------------- | ---------------------------------------------- | ------ | ------------------- | --------------------------- | ------------------------------------ |
| Hôtel d'Espinoy |                                                | +03,   | 28 place des Vosges |                             | « PA00086128 », notice no PA00086128 |
| Hôtel d'Estrées | Résidence de l'ambassadeur de Russie en France | +07,   | 79 rue de Grenelle  |                             |                                      |
| Hôtel d'Évreux  |                                                | +01,   | 19 place Vendôme    | 48° 52′ 06″ N, 2° 19′ 45″ E | « PA00085822 », notice no PA00085822 |

- Haut – A
- B
- C
- D
- E
- F
- G
- H
- I
- J
- K
- L
- M
- N
- O
- P
- Q
- R
- S
- T
- U
- V
- W
- X
- Y
- Z
- 0-9

## F
| Nom                                                              | Destination au XXIe siècle                                                                                     | Arrdt. | Adresse                                       | Coordonnées                     | Mérimée                              |
| ---------------------------------------------------------------- | --- | ------ | --------------------------------------------- | ------------------------------- | ------------------------------------ |
| Hôtel du cardinal Fesch                                          | | +09,   | 68 rue de la Chaussée-d'Antin                 | 48° 52′ 33″ N, 2° 19′ 56″ E     | « PA00088945 », notice no PA00088945 |
| Hôtel de Feydeau de Brou                                         | | +07,   | 13 rue de l'Université                        |                                 |                                      |
| Hôtel de Feydeau de Marville (ou d'Avejan)                       | | +07,   | 53 rue de Verneuil                            |                                 |                                      |
| Hôtel Feydeau de Montholon                                       | | +06,   | 35 quai des Grands-Augustins et 2 rue Séguier | 48° 51′ 16,4″ N, 2° 20′ 32,3″ E | « PA00086287 », notice no PA00086287 |
| Hôtel Fieubet                                                    | École Massillon                                                                                                | +04,   | 2 et 2 bis du quai des Célestins              | 48° 51′ 06,3″ N, 2° 21′ 44,4″ E | « PA00086256 », notice no PA00086256 |
| Hôtel de Flesselles                                              | Mutuelle complémentaire de la Ville de Paris, de l'Assistance publique et des administrations annexes (MCVPAP) | +03,   | 52 rue de Sévigné                             | 48° 51′ 29,1″ N, 2° 21′ 49,7″ E |                                      |
| Hôtel de Fontenay                                                | | +03,   | 56 rue des Francs-Bourgeois                   |                                 | « PA00085822 », notice no PA00085822 |
| Hôtel de Foretz                                                  | | +06,   | 21 rue Hautefeuille                           | 48° 51′ 03,3″ N, 2° 20′ 29,6″ E | « PA00086155 », notice no PA00086155 |
| Hôtel de Fourcy                                                  | Lycée professionnel Théophile-Gautier                                                                          | +04,   | 8 place des Vosges                            | 48° 51′ 17,6″ N, 2° 21′ 59″ E   | « PA00086289 », notice no PA00086289 |
| Hôtel de France et de Choiseul                                   | | +01,   | 239, 241 rue Saint-Honoré                     | 48° 52′ 00″ N, 2° 19′ 40,4″ E   | « PA00085823 », notice no PA00085823 |
| Hôtel de Furstemberg (palais abbatial de Saint-Germain-des-Prés) | | +06,   | 3, 5, 7 rue de l'Abbaye                       |                                 | « PA00088651 », notice no PA00088651 |

- Haut – A
- B
- C
- D
- E
- F
- G
- H
- I
- J
- K
- L
- M
- N
- O
- P
- Q
- R
- S
- T
- U
- V
- W
- X
- Y
- Z
- 0-9

## G
| Nom                            | Destination au XXIe siècle                              | Arrdt. | Adresse                                                   | Coordonnées                     | Mérimée                              |
| ------------------------------ | ------------------------------------------------------- | ------ | --------------------------------------------------------- | ------------------------------- | ------------------------------------ |
| Hôtel Gaillard                 | Succursale de la Banque de France                       | +17,   | 1 place du Général-Catroux                                | 48° 52′ 54″ N, 2° 18′ 37″ E     | « PA00085824 », notice no PA00085824 |
| Hôtel Gaillard de La Bouëxière |                                                         | +01,   | 28 place Vendôme                                          | 48° 52′ 05,3″ N, 2° 19′ 49,4″ E | « PA00088532 », notice no PA00088532 |
| Hôtel de Galliffet             | Institut culturel italien de Paris                      | +07,   | 73 rue de Grenelle                                        |                                 |                                      |
| Hôtel de Gargan                |                                                         | +01,   | 37 rue Saint-Roch                                         | 48° 51′ 58,6″ N, 2° 19′ 57,4″ E | « PA00085825 », notice no PA00085825 |
| Hôtel de Garsaulan             |                                                         | +06,   | 5 quai Malaquais                                          | 48° 51′ 27,2″ N, 2° 20′ 08,6″ E | « PA00088534 », notice no PA00088534 |
| Hôtel Gégault de Crisenoy      |                                                         | +03,   | 16 rue des Quatre-Fils                                    |                                 | « PA75170003 », notice no PA75170003 |
| Hôtel Genou de Guiberville     |                                                         | +04,   | 2 place des Vosges                                        | 48° 51′ 17,6″ N, 2° 21′ 55,7″ E | « PA00086133 », notice no PA00086133 |
| Hôtel Gigault de La Salle      |                                                         | +02,   | 10 place des Victoires et 8 rue des Petits-Pères          | 48° 51′ 57,5″ N, 2° 20′ 28,4″ E | « PA00086290 », notice no PA00086290 |
| Hôtel Gouffier de Thoix        | Annexe des services du Premier ministre                 | +07,   | 56 rue de Varenne                                         | 48° 51′ 17,1″ N, 2° 19′ 16,7″ E | « PA00086027 », notice no PA00086027 |
| Hôtel de Gourgues              |                                                         | +03,   | 52, 54 rue de Turenne                                     |                                 | « PA00086134 », notice no PA00086134 |
| Hôtel Gouthière                | Conservatoire municipal d'arrondissement Hector Berlioz | +10,   | 6 rue Pierre-Bullet                                       | 48° 52′ 17,8″ N, 2° 21′ 30,5″ E | « PA00088712 », notice no PA00088712 |
| Hôtel de Gramont               | Hôtel Ritz                                              | +01,   | 15 place Vendôme                                          | 48° 52′ 05″ N, 2° 19′ 44″ E     | « PA00085826 », notice no PA00085826 |
| Hôtel du Grand Veneur          | Galerie Emmanuel Perrotin                               | +03,   | 60 rue de Turenne                                         |                                 | « PA00086123 », notice no PA00086123 |
| Hôtel Guadet                   |                                                         | +16,   | 95 boulevard Murat                                        |                                 |                                      |
| Hôtel de Guénégaud             | Musée de la Chasse et de la Nature                      | +03,   | 60 rue des Archives et 24, 26, 28, 30 rue des Quatre-Fils |                                 | « PA00086134 », notice no PA00086134 |

- Haut – A
- B
- C
- D
- E
- F
- G
- H
- I
- J
- K
- L
- M
- N
- O
- P
- Q
- R
- S
- T
- U
- V
- W
- X
- Y
- Z
- 0-9

## H
| Nom                           | Destination au XXIe siècle                           | Arrdt. | Adresse                                                 | Coordonnées                     | Mérimée                              |
| ----------------------------- | ---------------------------------------------------- | ------ | ------------------------------------------------------- | ------------------------------- | ------------------------------------ |
| Hôtel d'Hallwyll              |                                                      | +03,   | 28 rue Michel-le-Comte et 17 rue de Montmorency         |                                 | « PA00086136 », notice no PA00086136 |
| Hôtel Hardy du Plessis        |                                                      | +03,   | 8 rue Pastourelle                                       |                                 |                                      |
| Hôtel d'Hercule               |                                                      | +06,   | 5-7 rue des Grands-Augustins                            | 48° 51′ 16,8″ N, 2° 20′ 28,1″ E | « PA00088535 », notice no PA00088535 |
| Hôtel Hérouet                 |                                                      | +03,   | 54 rue Vieille-du-Temple et 42 rue des Francs-Bourgeois |                                 | « PA00086138 », notice no PA00086138 |
| Hôtel Heuzé de Vologer        |                                                      | +01,   | 4 place Vendôme                                         | 48° 52′ 00,4″ N, 2° 19′ 44,6″ E | « PA00085830 », notice no PA00085830 |
| Hôtel de Hirsch               | Services de la Présidence de la République française | +08,   | 2 rue de l'Élysée                                       |                                 | « PA00132980 », notice no PA00132980 |
| Hôtel d'Hozier (ou d'Épernon) |                                                      | +03,   | 110 rue Vieille-du-Temple et 9 rue Debelleyme           |                                 | « PA00086137 », notice no PA00086137 |

- Haut – A
- B
- C
- D
- E
- F
- G
- H
- I
- J
- K
- L
- M
- N
- O
- P
- Q
- R
- S
- T
- U
- V
- W
- X
- Y
- Z
- 0-9

## J
| Nom                   | Destination au XXIe siècle                              | Arrdt. | Adresse                                    | Coordonnées                     | Mérimée                              |  |
| --------------------- | ------------------------------------------------------- | ------ | ------------------------------------------ | ------------------------------- | ------------------------------------ |  |
| Hôtel de Jarnac       |                                                         | +07,   | 8 rue Monsieur                             | 48° 51′ 04,4″ N, 2° 18′ 57,8″ E | « PA00088715 », notice no PA00088715 |  |
| Hôtel de Jassaud      |                                                         | +04,   | 19 quai de Bourbon et 26 rue Le Regrattier | 48° 51′ 09,7″ N, 2° 21′ 19,9″ E | « PA00086291 », notice no PA00086291 |  |
| Hôtel Jassedé         |                                                         | +16,   | 41 rue Chardon-Lagache                     |                                 | « PA00086672 », notice no PA00086672 |  |
| Hôtel de Jaucourt     | Archives nationales                                     | +03,   | 54 rue des Francs-Bourgeois                |                                 | « PA00086155 », notice no PA00086155 |  |
| Hôtel de Jean Bart    | logements et bureaux                                    | +03,   | 4 rue Chapon                               |                                 | « PA00086139 », notice no PA00086139 |  |
| Hôtel Jeanne d'Albret | Direction des Affaires culturelles de la Ville de Paris | +04,   | 31 rue des Francs-Bourgeois                | 48° 51′ 26,9″ N, 2° 21′ 39,2″ E | « PA00086292 », notice no PA00086292 |  |
| Hôtel du Jockey Club  | siège du Jockey Club depuis 1924                        | +08,   | 2 rue Rabelais                             |                                 |                                      |  |
| Hôtel Judic           |                                                         | +09,   | 12 rue du Cardinal-Mercier                 | 48° 52′ 52″ N, 2° 19′ 48″ E     | « PA00088926 », notice no PA00088926 |  |

- Haut – A
- B
- C
- D
- E
- F
- G
- H
- I
- J
- K
- L
- M
- N
- O
- P
- Q
- R
- S
- T
- U
- V
- W
- X
- Y
- Z
- 0-9

## K
| Nom          | Destination au XXIe siècle                 | Arrdt. | Adresse                | Coordonnées                     | Mérimée                              |
| ------------ | ------------------------------------------ | ------ | ---------------------- | ------------------------------- | ------------------------------------ |
| Hôtel Kinski | Résidence de la famille princière du Qatar | +07,   | 53 rue Saint-Dominique | 48° 51′ 35,3″ N, 2° 18′ 58,1″ E | « PA00088716 », notice no PA00088716 |

- Haut – A
- B
- C
- D
- E
- F
- G
- H
- I
- J
- K
- L
- M
- N
- O
- P
- Q
- R
- S
- T
- U
- V
- W
- X
- Y
- Z
- 0-9

## L
| Nom                                | Destination au XXIe siècle                                 | Arrdt. | Adresse                                                             | Coordonnées                         | Mérimée                              |
| ---------------------------------- | ---------------------------------------------------------- | ------ | ------------------------------------------------------------------- | ----------------------------------- | ------------------------------------ |
| Hôtel de La Fare                   |                                                            | +01,   | 14 place Vendôme                                                    | 48° 52′ 01,6″ N, 2° 19′ 49″ E       | « PA00085827 », notice no PA00085827 |
| Hôtel de La Feuillade (rue du Bac) |                                                            | +07,   | 101 rue du Bac                                                      | 48° 51′ 10,5″ N, 2° 19′ 26″ E       | « PA00088717 », notice no PA00088717 |
| Hôtel de La Feuillade              |                                                            | +02,   | 4 rue La Feuillade                                                  |                                     | « PA00086064 », notice no PA00086064 |
| Hôtel de La Trémoille              |                                                            | +16,   | 1 boulevard Delessert                                               | 48° 51′ 33,1″ N, 2° 17′ 15,7″ E     |                                      |
| Hôtel de La Vaupalière             | Siège d'Axa                                                | +08,   | 25 avenue Matignon et 85 rue du Faubourg-Saint-Honoré               |                                     | « PA00088836 », notice no PA00088836 |
| Hôtel Laffemas                     |                                                            | +04,   | 22 place des Vosges et rue du Pas-de-la-Mule                        | 48° 51′ 21,3″ N, 2° 22′ 00,4″ E     | « PA00086293 », notice no PA00086293 |
| Hôtel Lafont                       |                                                            | +04,   | 12 place des Vosges                                                 | 48° 51′ 18,5″ N, 2° 22′ 00,3″ E     | « PA00086294 », notice no PA00086294 |
| Hôtel de Laigue                    | Propriété de Michel David-Weill                            | +07,   | 16 rue Saint-Guillaume                                              | 48° 51′ 19,1″ N, 2° 19′ 45,9″ E     | « PA00088758 », notice no PA00088758 |
| Hôtel Lalique                      |                                                            | +08,   | 40 cours Albert-Ier                                                 |                                     | « PA00088838 », notice no PA00088838 |
| Hôtel de Lamballe                  | Ambassade de Turquie                                       | +16,   | 16 avenue de Lamballe                                               |                                     |                                      |
| Hôtel Lambert                      | Propriété de Xavier Niel                                   | +04,   | 2 rue Saint-Louis-en-l'Île                                          | 48° 51′ 02″ N, 2° 21′ 35,4″ E       | « PA00086295 », notice no PA00086295 |
| Hôtel de La Motte Montgoubert      |                                                            | +04,   | 12 rue Chanoinesse, 2, 4, 6 rue des Chantres et 1, 3 rue des Ursins | 48° 51′ 13,7″ N, 2° 21′ 04,9″ E     | « PA75040001 », notice no PA75040001 |
| Hôtel Landolfo-Carcano             | Ambassade du Qatar                                         | +08,   | 1 rue de Tilsitt                                                    |                                     | « PA00088826 », notice no PA00088826 |
| Hôtel de Lannion                   |                                                            | +07,   | 75 rue de Lille                                                     | 48° 51′ 35,1″ N, 2° 19′ 30,2″ E     | « PA00088755 », notice no PA00088755 |
| Hôtel de Païva                     | Siège du Travellers Club                                   | +08,   | 25 avenue des Champs-Élysées                                        |                                     | « PA00088829 », notice no PA00088829 |
| Hôtel de La Porte                  | Musée du Barreau de Paris                                  | +01,   | 25 rue du Jour et 15 rue Montmartre                                 | 48° 51′ 51,8″ N, 2° 20′ 42,2″ E     | « PA00085835 », notice no PA00085835 |
| Hôtel de La Salle                  |                                                            | +04,   | 5 place des Vosges                                                  | 48° 51′ 18,3″ N, 2° 21′ 52″ E       | « PA00086315 », notice no PA00086315 |
| Hôtel de Lassay                    | Résidence officielle du Président de l'Assemblée nationale | +07,   | 35 quai d'Orsay                                                     | 48° 51′ 44″ N, 2° 19′ 02″ E         |                                      |
| Hôtel de Lastours                  | par Brogniart                                              | 8      | 94 rue du faubourg Saint-Honoré (place Beauvau)                     |                                     |                                      |
| Hôtel de La Tour-Maubourg          |                                                            | +01,   | 10 place Vendôme                                                    | 48° 52′ 00,4″ N, 2° 19′ 47,7″ E     | « PA00085828 », notice no PA00085828 |
| Hôtel de Laubespin                 |                                                            | +07,   | 78 rue de l'Université                                              | 48° 51′ 32,5″ N, 2° 19′ 28,7″ E     | « PA00088719 », notice no PA00088719 |
| Hôtel de Launay                    |                                                            | +04,   | 12 rue des Lions-Saint-Paul                                         | 48° 51′ 09,3″ N, 2° 21′ 43,6″ E     | « PA00135365 », notice no PA00135365 |
| Hôtel de Lauzun                    | Institut d'études avancées de Paris                        | +04,   | 17 quai d'Anjou                                                     | 48° 51′ 05,9″ N, 2° 21′ 32,5″ E     | « PA00086297 », notice no PA00086297 |
| Hôtel Le Bas de Montargis          |                                                            | +01,   | 7 place Vendôme                                                     | 48° 52′ 02,183″ N, 2° 19′ 41,839″ E | « PA00085821 », notice no PA00085821 |
| Hôtel Le Brun                      | Location d'espaces de réception                            | +05,   | 49 rue du Cardinal-Lemoine                                          | 48° 50′ 48,7″ N, 2° 21′ 09,4″ E     | « PA00088432 », notice no PA00088432 |
| Hôtel Le Charron                   |                                                            | +04,   | 13-15 quai de Bourbon et rue Le Regrattier                          | 48° 51′ 09,4″ N, 2° 21′ 22,3″ E     | « PA00086298 », notice no PA00086298 |
| Hôtel Le Ferron                    |                                                            | +03,   | 20 rue des Quatre-Fils et 9 ruelle Sourdis                          |                                     | « PA00086140 », notice no PA00086140 |
| Hôtel Le Lièvre de la Grange       |                                                            | +03,   | 4-6 rue de Braque                                                   |                                     | « PA00086141 », notice no PA00086141 |
| Hôtel Le Marois                    |                                                            | +08,   | 9-11 avenue Franklin-Roosevelt                                      | 48° 51′ 58,1″ N, 2° 18′ 36″ E       |                                      |
| Hôtel Le Marois (rue Blanche)      |                                                            | +09,   | 17 rue Blanche                                                      |                                     |                                      |
| Hôtel Lepas-Dubuisson              |                                                            | +05,   | 151bis rue Saint-Jacques (Paris)                                    | 48° 50′ 48,1″ N, 2° 20′ 36″ E       | Notice no PA00088466                 |
| Hôtel Le Peletier de Saint-Fargeau | Musée Carnavalet                                           | +03,   | 29 rue de Sévigné et 14 rue Payenne                                 |                                     | « PA00086143 », notice no PA00086143 |
| Hôtel Le Pelletier de Souzy        |                                                            | +03,   | 76 rue des Archives et 19, 21 rue Pastourelle                       |                                     | « PA00086144 », notice no PA00086144 |
| Hôtel Le Rebours                   |                                                            | +04,   | 12 rue Saint-Merri                                                  | 48° 51′ 33,7″ N, 2° 21′ 11,7″ E     | « PA00086300 », notice no PA00086300 |
| Hôtel de l'Escalopier              |                                                            | +03,   | 25 place des Vosges                                                 |                                     | « PA00086130 », notice no PA00086130 |
| Hôtel Le Tellier                   |                                                            | +04,   | 35, 37 rue des Francs-Bourgeois                                     | 48° 51′ 27,9″ N, 2° 21′ 37″ E       | « PA00086301 », notice no PA00086301 |
| Hôtel de l'Europe et des Princes   |                                                            | +02,   | 97 rue de Richelieu                                                 | 48° 52′ 16,8″ N, 2° 20′ 22,2″ E     | « PA00086095 », notice no PA00086095 |
| Hôtel Le Vavasseur                 | Siège de Valburton Investments SA                          | +16,   | 21 rue Boissière                                                    |                                     | « PA00086673 », notice no PA00086673 |
| Hôtel Leblanc-Barbedienne          |                                                            | +10,   | 63 rue de Lancry                                                    | 48° 52′ 20,7″ N, 2° 21′ 46,5″ E     | « PA00086498 », notice no PA00086498 |
| Hôtel Lefebure de la Malmaison     |                                                            | +04,   | 20 quai de Béthune                                                  | 48° 51′ 02,2″ N, 2° 21′ 28,4″ E     | « PA00086299 », notice no PA00086299 |
| Hôtel Lejeune                      |                                                            | +18,   | 28 avenue Junot et 22 rue Simon-Dereure                             |                                     | « PA00086744 », notice no PA00086744 |
| Hôtel Lemarié d'Aubigny            |                                                            | +03,   | 15 rue Barbette                                                     |                                     | « PA00086142 », notice no PA00086142 |
| Hôtel Lesseville                   |                                                            | +05,   | 65 rue Galande                                                      | 48° 51′ 06,6″ N, 2° 20′ 48″ E       | « PA00088430 », notice no PA00088430 |
| Hôtel de Lévis                     | disparu                                                    | +02,   | 30 rue de Gramont                                                   |                                     |                                      |
| Hôtel de L'Hospital                |                                                            | +02,   | 9 place des Victoires                                               | 48° 51′ 56,7″ N, 2° 20′ 29,5″ E     | « PA00086028 », notice no PA00086028 |
| Hôtel Libéral Bruant               |                                                            | +03,   | 1 rue de la Perle et 1 place de Thorigny                            |                                     | « PA00086145 », notice no PA00086145 |
| Hôtel de Ligny                     | détruit en 1939                                            | +04,   | 47 rue des Francs-Bourgeois                                         |                                     |                                      |
| Hôtel de Livry                     |                                                            | +07,   | 4 Rue de Montalembert                                               | 48° 51′ 26″ N, 2° 19′ 42″ E         |                                      |
| Hôtel de Longueville               |                                                            | +05,   | 289 rue Saint-Jacques                                               | 48° 50′ 23,7″ N, 2° 20′ 25,6″ E     | « PA00088433 », notice no PA00088433 |
| Hôtel du Lude                      |                                                            | +03,   | 13 rue Payenne                                                      |                                     | « PA00086146 », notice no PA00086146 |
| Hôtel Lully                        | Centre allemand d'histoire de l'art                        | +01,   | 45 rue des Petits-Champs et 47 rue Sainte-Anne                      | 48° 52′ 00,8″ N, 2° 20′ 08,4″ E     | « PA00085829 », notice no PA00085829 |
| Hôtel de Luynes                    |                                                            | +06,   | 5 rue Gît-le-Cœur                                                   |                                     | « PA75060006 », notice no PA75060006 |
| Hôtel de Luzy                      |                                                            | +06,   | 6 rue Férou                                                         |                                     | « PA00088536 », notice no PA00088536 |

- Haut – A
- B
- C
- D
- E
- F
- G
- H
- I
- J
- K
- L
- M
- N
- O
- P
- Q
- R
- S
- T
- U
- V
- W
- X
- Y
- Z
- 0-9

## M
| Nom                                        | Destination au XXIe siècle                                                                    | Arrdt. | Adresse                                                 | Coordonnées                     | Mérimée                              |
| ------------------------------------------ | --------------------------------------------------------------------------------------------- | ------ | ------------------------------------------------------- | ------------------------------- | ------------------------------------ |
| Hôtel Machelet de Velye                    |                                                                                               | +06,   | 10 rue de Condé                                         |                                 | « PA00088537 », notice no PA00088537 |
| Hôtel de Mademoiselle Mars                 |                                                                                               | +09,   | 1 rue de la Tour-des-Dames et 7 rue de La Rochefoucauld |                                 | « PA00088916 », notice no PA00088916 |
| Hôtel de Mailly-Nesle                      | La Documentation française                                                                    | +07,   | 29 quai Voltaire et 2-4 rue de Beaune                   | 48° 51′ 33″ N, 2° 19′ 47,6″ E   | « PA00088720 », notice no PA00088720 |
| Hôtel de Maisons ou Pozzo du Borgo         | Propriété de l'État du Gabon                                                                  | +07,   | 51 rue de l'Université                                  | 48° 51′ 30,7″ N, 2° 19′ 30,7″ E | « PA00088741 », notice no PA00088741 |
| Hôtel Mansart de Sagonne                   |                                                                                               | +04,   | 28 rue des Tournelles et 23 boulevard Beaumarchais      | 48° 51′ 18,9″ N, 2° 22′ 04,1″ E | « PA00086302 », notice no PA00086302 |
| Hôtel Marbeuf                              | Résidence de l'ambassadeur du Japon                                                           | +08,   | 31 rue du Faubourg-Saint-Honoré                         |                                 | « PA00088827 », notice no PA00088827 |
| Hôtel Marchand                             |                                                                                               | +04,   | 15 place des Vosges et 16 rue de Turenne                | 48° 51′ 21,2″ N, 2° 21′ 51,9″ E | « PA00086303 », notice no PA00086303 |
| Hôtel des Maréchaux                        |                                                                                               | +09,   | 13, 15, 17 rue Richer                                   |                                 | « PA00089010 », notice no PA00089010 |
| Hôtel de Marigny                           | Résidence des hôtes étrangers du président de la République                                   | +08,   | 23 avenue de Marigny                                    |                                 | « PA00088896 », notice no PA00088896 |
| Hôtel de Marle                             | Institut suédois de Paris                                                                     | +03,   | 11 rue Payenne et 10 rue Elzévir                        |                                 | « PA00086147 », notice no PA00086147 |
| Hôtel Marquet de Bourgade                  |                                                                                               | +01,   | 2 place Vendôme                                         | 48° 52′ 00″ N, 2° 19′ 44″ E     | « PA00085830 », notice no PA00085830 |
| Hôtel de Marsilly                          |                                                                                               | +06,   | 18 rue du Cherche-Midi                                  |                                 | « PA00088566 », notice no PA00088566 |
| Hôtel de Martignac                         | Annexe du ministère de l'Éducation nationale                                                  | +07,   | 107 rue de Grenelle                                     | 48° 51′ 25,5″ N, 2° 19′ 07,7″ E | « PA00088721 », notice no PA00088721 |
| Hôtel de Massa                             | Siège de la Société des gens de lettres et du Conservatoire européen d'écriture audiovisuelle | +14,   | 38 rue du Faubourg-Saint-Jacques                        |                                 | « PA00086619 », notice no PA00086619 |
| Hôtel de Masseran                          |                                                                                               | +07,   | 11 rue Masseran                                         | 48° 50′ 54″ N, 2° 18′ 53″ E     |                                      |
| Hôtel de Matignon                          | Résidence officielle et lieu de travail du chef du gouvernement français                      | +07,   | 57 rue de Varenne                                       | 48° 51′ 16,5″ N, 2° 19′ 15″ E   | « PA00088722 », notice no PA00088722 |
| Hôtel de Mayenne                           | Lycée des Francs-Bourgeois                                                                    | +04,   | 21 rue Saint-Antoine et 38, 40 rue du Petit-Musc        | 48° 51′ 12,4″ N, 2° 21′ 56,4″ E | « PA00086305 », notice no PA00086305 |
| Hôtel Meiland                              | École                                                                                         | +04,   | 19 quai d'Anjou et 20 rue Poulletier                    | 48° 51′ 06,3″ N, 2° 21′ 31,4″ E | « PA00086306 », notice no PA00086306 |
| Hôtel Mégret de Sérilly                    |                                                                                               | +03,   | 106 rue Vieille-du-Temple                               |                                 | « PA00086148 », notice no PA00086148 |
| Hôtel de Mellon                            |                                                                                               | 7      | 45 & 45bis rue de Grenelle                              |                                 |                                      |
| Hôtel de Mercy-Argenteau                   |                                                                                               | +09,   | 16 boulevard Montmartre                                 |                                 | « PA00088917 », notice no PA00088917 |
| Hôtel de Metz de Rosnay                    |                                                                                               | +02,   | 4bis place des Victoires et 2 rue La Feuillade          | 48° 51′ 57,4″ N, 2° 20′ 25,9″ E | « PA00086029 », notice no PA00086029 |
| Hôtel Mezzara                              | Propriété du ministère de l'Éducation nationale                                               | +16,   | 60 rue Jean-de-La-Fontaine                              |                                 | « PA00086674 », notice no PA00086674 |
| Hôtel de Michel Simon                      |                                                                                               | +03,   | 70 rue des Archives                                     |                                 | « PA00086149 », notice no PA00086149 |
| Hôtel du ministre des Affaires étrangères  | Ministère de l'Europe et des Affaires étrangères                                              | +07,   | 37 quai d'Orsay                                         | 48° 51′ 44,1″ N, 2° 18′ 58,1″ E | « PA00088723 », notice no PA00088723 |
| Hôtel de Miramion                          |                                                                                               | +05,   | 47-53 quai de la Tournelle                              | 48° 51′ 02,3″ N, 2° 21′ 06,6″ E | « PA00088434 », notice no PA00088434 |
| Hôtel Moïse de Camondo                     | Musée Nissim-de-Camondo                                                                       | +08,   | 61bis, 63 rue de Monceau                                |                                 | « PA00088828 », notice no PA00088828 |
| Hôtel de Mondragon                         | Siège de la Paribas                                                                           | +02,   | 3 rue d'Antin                                           | 48° 52′ 05,7″ N, 2° 19′ 57,4″ E | « PA00086030 », notice no PA00086030 |
| Hôtel de Mongelas                          | Musée de la chasse et de la nature                                                            | +03,   | 62 rue des Archives                                     |                                 |                                      |
| Hôtel de Monpelas                          | Ambassade d'Angola                                                                            | +16,   | 19 avenue Foch                                          |                                 | « PA00086675 », notice no PA00086675 |
| Hôtel de Montalembert ou de Valmy          |                                                                                               | 7      | 40 rue du Bac                                           |                                 |                                      |
| Hôtel de Montalivet                        |                                                                                               | +07,   | 58 rue de Varenne                                       | 48° 51′ 17,3″ N, 2° 19′ 15,6″ E | « PA00088724 », notice no PA00088724 |
| Hôtel de Montbrun (ou Feydeau de Marville) | Hôtel de tourisme                                                                             | +04,   | 19 place des Vosges et rue des Francs-Bourgeois         | 48° 51′ 22,5″ N, 2° 21′ 52,5″ E | « PA00086304 », notice no PA00086304 |
| Hôtel de Montesquiou                       | Chancellerie de l'ambassade de Chine en France                                                | +07,   | 20 rue Monsieur                                         | 48° 51′ 00,4″ N, 2° 18′ 59″ E   | « PA00088725 », notice no PA00088725 |
| Hôtel de Montholon                         |                                                                                               | +02,   | 23 boulevard Poissonnière                               |                                 | « PA00086073 », notice no PA00086073 |
| Hôtel de Montmor                           |                                                                                               | +03,   | 79 rue du Temple                                        |                                 | « PA00086150 », notice no PA00086150 |
| Hôtel de Montmorency                       |                                                                                               | +03,   | 5 rue de Montmorency                                    |                                 | « PA00086151 », notice no PA00086151 |
| Hôtel de Montmorency                       |                                                                                               | +06,   | 4 rue de Tournon                                        | 48° 51′ 04″ N, 2° 20′ 13,1″ E   | « PA00088538 », notice no PA00088538 |
| Hôtel de Montmorency-Bours                 |                                                                                               | +06,   | 89 rue du Cherche-Midi                                  |                                 | « PA00088539 », notice no PA00088539 |
| Hôtel de Montmorency-Luxembourg            |                                                                                               | +02,   | 30-32 rue du Sentier                                    | 48° 52′ 13″ N, 2° 20′ 47,4″ E   | « PA75020010 », notice no PA75020010 |
| Hôtel de Montmorin                         |                                                                                               | +04,   | 3 place des Vosges                                      | 48° 51′ 18,1″ N, 2° 21′ 53″ E   | « PA00086307 », notice no PA00086307 |
| Hôtel de Montplanque                       |                                                                                               | +01,   | 1bis place des Victoires                                | 48° 51′ 55,5″ N, 2° 20′ 26,8″ E | « PA00085831 », notice no PA00085831 |
| Hôtel Moreau                               | siège du Conseil supérieur de la magistrature                                                 | +09,   | 20 rue de la Chaussée-d'Antin                           |                                 | « PA00088944 », notice no PA00088944 |
| Hôtel de Mortagne ou de Vaucanson          |                                                                                               | +11,   | 51, 53 rue de Charonne                                  | 48° 51′ 13,1″ N, 2° 22′ 41,7″ E | « PA00086536 », notice no PA00086536 |
| Hôtel Mortier de Sandreville               |                                                                                               | +03,   | 26 rue des Francs-Bourgeois                             |                                 | « PA00086152 », notice no PA00086152 |
| Hôtel Moufle                               |                                                                                               | +01,   | 16 place Vendôme                                        | 48° 52′ 02,1″ N, 2° 19′ 49,4″ E | « PA00085832 », notice no PA00085832 |
| Hôtel de Mouy                              |                                                                                               | +06,   | 31 rue Dauphine                                         |                                 | « PA00088540 », notice no PA00088540 |

- Haut – A
- B
- C
- D
- E
- F
- G
- H
- I
- J
- K
- L
- M
- N
- O
- P
- Q
- R
- S
- T
- U
- V
- W
- X
- Y
- Z
- 0-9

## N
| Nom                  | Destination au XXIe siècle                                        | Arrdt. | Adresse                                         | Coordonnées                        | Mérimée                              |
| -------------------- | ----------------------------------------------------------------- | ------ | ----------------------------------------------- | ---------------------------------- | ------------------------------------ |
| Hôtel de Narbonne    |                                                                   | +07,   | 45 rue de Varenne                               | 48° 51′ 15,1″ N, 2° 19′ 21,1″ E    | « PA00088726 », notice no PA00088726 |
| Hôtel de Nesmond     |                                                                   | +05,   | 55-57 quai de la Tournelle                      | 48° 51′ 03″ N, 2° 21′ 05,1″ E      | « PA00088435 », notice no PA00088435 |
| Hôtel de Nevers      |                                                                   | +02,   | 12 rue Colbert et 58bis rue de Richelieu        | 48° 52′ 05,6″ N, 2° 20′ 18,2″ E    | « PA00086031 », notice no PA00086031 |
| Hôtel de Nevers      | détruit                                                           | +06,   | à l'emplacement de l'actuel hôtel de la Monnaie |                                    |                                      |
| Hôtel du Nivernais   |                                                                   | +06,   | 11 rue Garancière                               | 48° 50′ 59,89″ N, 2° 20′ 10,544″ E |                                      |
| Hôtel de Nocé        |                                                                   | +01,   | 26 place Vendôme                                | 48° 52′ 04,6″ N, 2° 19′ 48,8″ E    | « PA00085833 », notice no PA00085833 |
| Hôtel de Noirat      | détruit (cadran solaire préservé)                                 | +04,   | 4 rue des Hospitalières-Saint-Gervais           |                                    | Notice no PA00086348                 |
| Hôtel de Noirmoutier | Résidence du Préfet de la région d'Île-de-France, Préfet de Paris | +07,   | 138 rue de Grenelle                             | 48° 51′ 28,4″ N, 2° 19′ 00,7″ E    | « PA00088727 », notice no PA00088727 |
| Hôtel de Noisy       |                                                                   | +02,   | 31 rue de Cléry et 2 rue Poissonnière           | 48° 52′ 06,8″ N, 2° 20′ 52,1″ E    | « PA00086032 », notice no PA00086032 |

- Haut – A
- B
- C
- D
- E
- F
- G
- H
- I
- J
- K
- L
- M
- N
- O
- P
- Q
- R
- S
- T
- U
- V
- W
- X
- Y
- Z
- 0-9

## O
| Nom              | Destination au XXIe siècle | Arrdt. | Adresse                                                 | Coordonnées                     | Mérimée                              |
| ---------------- | -------------------------- | ------ | ------------------------------------------------------- | ------------------------------- | ------------------------------------ |
| Hôtel d'Osmont   |                            | +02,   | 12 rue Saint-Sauveur et 23 rue Dussoubs                 | 48° 51′ 57,8″ N, 2° 20′ 55,8″ E | « PA75020002 », notice no PA75020002 |
| Hôtel d'Ourscamp |                            | +04,   | 44-46-48 rue François-Miron et 31 rue Geoffroy-l'Asnier | 48° 51′ 19,9″ N, 2° 21′ 26″ E   | « PA00086308 », notice no PA00086308 |

- Haut – A
- B
- C
- D
- E
- F
- G
- H
- I
- J
- K
- L
- M
- N
- O
- P
- Q
- R
- S
- T
- U
- V
- W
- X
- Y
- Z
- 0-9

## P
| Nom                                   | Destination au XXIe siècle                                                          | Arrdt.       | Adresse                                               | Coordonnées                       | Mérimée                              |
| ------------------------------------- | ----------------------------------------------------------------------------------- | ------------ | ----------------------------------------------------- | --------------------------------- | ------------------------------------ |
| Hôtel de Parabère                     |                                                                                     | +01,         | 20 place Vendôme                                      | 48° 52′ 03″ N, 2° 19′ 50,4″ E     | « PA00085834 », notice no PA00085834 |
| Hôtel des Parlementaires de la Fronde |                                                                                     | +04,         | 3 rue des Lions-Saint-Paul                            | 48° 51′ 07,5″ N, 2° 21′ 45″ E     | « PA00086309 », notice no PA00086309 |
| Hôtel particulier                     |                                                                                     | +17,         | 68 rue Ampère                                         | 48° 53′ 07″ N, 2° 17′ 56″ E       | « PA75170006 », notice no PA75170006 |
| Hôtel particulier                     |                                                                                     | +07,         | 21 rue du Bac                                         | 48° 51′ 28,7″ N, 2° 19′ 42,1″ E   | « PA00088748 », notice no PA00088748 |
| Hôtel particulier                     |                                                                                     | +07,         | 99 rue du Bac                                         | 48° 51′ 11,3″ N, 2° 19′ 26,2″ E   | « PA00088802 », notice no PA00088802 |
| Hôtel particulier                     |                                                                                     | +07,         | 120 rue du Bac                                        | 48° 51′ 08,6″ N, 2° 19′ 24,4″ E   | « PA00088749 », notice no PA00088749 |
| Hôtel particulier                     |                                                                                     | +17,         | 23 ter boulevard Berthier                             | 48° 53′ 18″ N, 2° 18′ 02″ E       | « PA00086732 », notice no PA00086732 |
| Hôtel particulier                     |                                                                                     | +06,         | 19 rue Bonaparte et rue Visconti                      | 48° 51′ 21,5″ N, 2° 20′ 04,2″ E   | « PA00125454 », notice no PA00125454 |
| Hôtel particulier                     |                                                                                     | +04,         | 17 quai de Bourbon                                    | 48° 51′ 09,8″ N, 2° 21′ 21,5″ E   | « PA00086320 », notice no PA00086320 |
| Hôtel particulier                     |                                                                                     | +04,         | 29 quai de Bourbon                                    | 48° 51′ 11,5″ N, 2° 21′ 16″ E     | « PA00086321 », notice no PA00086321 |
| Hôtel particulier                     |                                                                                     | +07,         | 11bis rue Casimir-Périer                              | 48° 51′ 29,1″ N, 2° 19′ 10,7″ E   | « PA00088753 », notice no PA00088753 |
| Hôtel particulier                     | Lycée professionnel de haute couture et d'esthétique                                | +17,         | 9 rue Fortuny                                         | 48° 52′ 55″ N, 2° 18′ 22″ E       | « PA75170001 », notice no PA75170001 |
| Hôtel particulier                     |                                                                                     | +10,         | 26 rue d'Hauteville                                   | 48° 52′ 21,5″ N, 2° 21′ 01,6″ E   | « PA00086501 », notice no PA00086501 |
| Hôtel particulier                     |                                                                                     | +07,         | 14 rue Saint-Guillaume                                | 48° 51′ 19,8″ N, 2° 19′ 46,8″ E   | « PA00088757 », notice no PA00088757 |
| Hôtel particulier                     |                                                                                     | +04,         | 7 rue Saint-Louis-en-l'Île et 6 rue de Bretonvilliers | 48° 51′ 02,9″ N, 2° 21′ 32,9″ E   | « PA00086323 », notice no PA00086323 |
| Hôtel particulier                     |                                                                                     | +04,         | 9 rue Saint-Louis-en-l'Île et 3 rue de Bretonvilliers | 48° 51′ 03,2″ N, 2° 21′ 31,8″ E   | « PA00086322 », notice no PA00086322 |
| Hôtel particulier                     |                                                                                     | +04,         | 11 rue Saint-Louis-en-l'Île                           | 48° 51′ 03,6″ N, 2° 21′ 31″ E     | « PA00086325 », notice no PA00086325 |
| Hôtel particulier                     |                                                                                     | +04,         | 13 rue Saint-Louis-en-l'Île                           | 48° 51′ 03,8″ N, 2° 21′ 30,4″ E   | « PA00086326 », notice no PA00086326 |
| Hôtel particulier                     |                                                                                     | +04,         | 29 rue Saint-Louis-en-l'Île                           | 48° 51′ 05,9″ N, 2° 21′ 24,5″ E   | « PA00086327 », notice no PA00086327 |
| Hôtel particulier                     |                                                                                     | +02,         | 33 rue du Sentier et 8 rue Saint-Fiacre               | 48° 52′ 11″ N, 2° 20′ 45,7″ E     | « PA00086042 », notice no PA00086042 |
| Hôtel particulier                     | Campus de l'École de diététique et nutrition humaine et de l'Indigo Business School | +06,         | 8, rue Hautefeuille                                   | 48° 51′ 07″ N, 2° 20′ 32″ E       |                                      |
| Hôtel particulier d'Hector Guimard    |                                                                                     | +16,         | 122 avenue Mozart                                     | 48° 50′ 59″ N, 2° 15′ 59″ E       | « PA00086680 », notice no PA00086680 |
| Hôtel Passart                         | Logements et bureaux                                                                | +03,         | 4 rue Chapon                                          |                                   | « PA00086139 », notice no PA00086139 |
| Hôtel Pauilhac                        |                                                                                     | +16,         | 59 avenue Raymond-Poincaré                            |                                   | « PA00086714 », notice no PA00086714 |
| Hôtel Paysant                         |                                                                                     | +04,         | 11 rue des Lions-Saint-Paul                           |                                   |                                      |
| Pavillon du Roi                       |                                                                                     | +04,         | 1 place des Vosges                                    | 48° 51′ 17,9″ N, 2° 21′ 55″ E     | « PA00086473 », notice no PA00086473 |
| Hôtel Pellé de Montaleau              |                                                                                     | +02,         | 8 place des Victoires                                 | 48° 51′ 57,5″ N, 2° 20′ 27,8″ E   | « PA00086033 », notice no PA00086033 |
| Hôtel de Percy                        |                                                                                     | +03,         | 6, 8, 10 rue de Thorigny et 14, 16 rue du Parc-Royal  |                                   | « PA00086153 », notice no PA00086153 |
| Hôtel de Périgord                     |                                                                                     | +07,         | 3 rue Saint-Dominique                                 | 48° 51′ 28,1″ N, 2° 19′ 23,8″ E   | « PA00088728 », notice no PA00088728 |
| Hôtel du Petit-Bourbon                | Détruit                                                                             | +01,         |                                                       |                                   |                                      |
| Petit hôtel de Fourcy                 |                                                                                     | +04,         | 6 rue de Fourcy                                       | 48° 51′ 17,1″ N, 2° 21′ 33,3″ E   | « PA00086288 », notice no PA00086288 |
| Petit hôtel d'Estrées                 |                                                                                     | +03,         | 70 rue des Gravilliers                                |                                   | « PA00086132 », notice no PA00086132 |
| Petit hôtel de Sourdéac               |                                                                                     | +06,         | 12 rue de Condé                                       | 48° 51′ 04,1″ N, 2° 20′ 16,8″ E   | « PA00088544 », notice no PA00088544 |
| Petit hôtel de Villars                | Partie collège de l'établissement scolaire Paul Claudel-d'Hulst                     | +07,         | 118 rue de Grenelle                                   | 48° 51′ 26,5″ N, 2° 19′ 11,6″ E   | « PA00088746 », notice no PA00088746 |
| Hôtel Pierrard                        |                                                                                     | +04,         | 11 place des Vosges et 12 rue de Turenne              | 48° 51′ 19,9″ N, 2° 21′ 51″ E     | « PA00086311 », notice no PA00086311 |
| Hôtel du Plessis-Bellière             | Automobile Club de France                                                           | +08,         | 6 place de la Concorde                                |                                   | « PA00088830 », notice no PA00088830 |
| Hôtel de Pologne                      |                                                                                     | +03,         | 65 rue de Turenne                                     |                                   | « PA00086154 », notice no PA00086154 |
| Hôtel de Pomereu                      | Siège du Club des investisseurs de long terme                                       | +07,         | 67 rue de Lille                                       | 48° 51′ 34″ N, 2° 19′ 33,3″ E     | « PA00088729 », notice no PA00088729 |
| Hôtel Potocki                         | Chambre de Commerce et d'Industrie de Paris                                         | +08,         | 27 avenue de Friedland                                |                                   | « PA00088831 », notice no PA00088831 |
| Hôtel Pottier de Blancmesnil          |                                                                                     | +04,         | 9 rue Saint-Merri                                     | 48° 51′ 33,1″ N, 2° 21′ 11″ E     | « PA00086312 », notice no PA00086312 |
| Hôtel Pourfour du Petit               |                                                                                     | +05,         | 7 rue Lacépède                                        | 48° 50′ 36,9″ N, 2° 21′ 13,3″ E   | « PA00088453 », notice no PA00088453 |
| Hotel de Poulpry                      | Maison des Polytechniciens                                                          | +07,         | 12 rue de Poitiers                                    | 48° 51′ 31,94″ N, 2° 19′ 32,11″ E |                                      |
| Hôtel de Pourtalès                    | Hôtel de luxe                                                                       | +08,         | 7 rue Tronchet                                        |                                   | « PA00088832 », notice no PA00088832 |
| Hôtel de Praslin                      |                                                                                     | +07,         | 48 rue de Bourgogne                                   | 48° 51′ 25″ N, 2° 19′ 01,6″ E     | « PA00088752 », notice no PA00088752 |
| Hôtel du Président Hénault            | Maison européenne de la photographie                                                | +04,         | 82 rue François-Miron                                 | 48° 51′ 19,1″ N, 2° 21′ 33,1″ E   | « PA00086313 », notice no PA00086313 |
| Hôtel de Prévenchères                 |                                                                                     | +02,         | 6 place des Victoires                                 | 48° 51′ 57,3″ N, 2° 20′ 27,3″ E   | « PA00086034 », notice no PA00086034 |
| Hôtel Perrinet de Jars                | Siège du club social Cercle de l'Union interalliée                                  | +0 000 0008, | 33 de la rue du Faubourg-Saint-Honoré                 | 48° 52′ 09″ N, 2° 19′ 12″ E       |                                      |

- Haut – A
- B
- C
- D
- E
- F
- G
- H
- I
- J
- K
- L
- M
- N
- O
- P
- Q
- R
- S
- T
- U
- V
- W
- X
- Y
- Z
- 0-9

## R
| Nom                              | Destination au XXIe siècle                                        | Arrdt. | Adresse                                 | Coordonnées                     | Mérimée                              |
| -------------------------------- | ----------------------------------------------------------------- | ------ | --------------------------------------- | ------------------------------- | ------------------------------------ |
| Hôtel de Raguse                  |                                                                   | +02,   | 51 rue de Paradis                       | 48° 52′ 32″ N, 2° 20′ 57″ E     | Notice no PA00086507                 |
| Hôtel Rambouillet de la Sablière |                                                                   | +02,   | 2 rue Vide-Gousset et 1 rue d'Aboukir   | 48° 51′ 57,5″ N, 2° 20′ 29,4″ E | « PA00086035 », notice no PA00086035 |
| Hôtel Raoul de la Faye           |                                                                   | +04,   | 5 rue Sainte-Croix-de-la-Bretonnerie    | 48° 51′ 27,6″ N, 2° 21′ 25,7″ E | « PA00086324 », notice no PA00086324 |
| Hôtel de Ravannes                |                                                                   | +07,   | 41-43 rue Saint-Dominique               | 48° 51′ 35,1″ N, 2° 19′ 03,2″ E | « PA00088730 », notice no PA00088730 |
| Hôtel Renan-Scheffer             | Musée de la vie romantique                                        | +09,   | 16 rue Chaptal                          |                                 | « PA00088936 », notice no PA00088936 |
| Hôtel de Ribault                 | Synagogue Charles Liché                                           | +04,   | 14 place des Vosges                     | 48° 51′ 19,1″ N, 2° 22′ 00,6″ E | « PA00086314 », notice no PA00086314 |
| Hôtel de Richepanse              |                                                                   | +07,   | 3, 5 rue Masseran                       | 48° 50′ 55,3″ N, 2° 18′ 52,8″ E | « PA00088731 », notice no PA00088731 |
| Hôtel de Rigny                   | Résidence de l’ambassadeur du Canada                              | +07,   | 135 rue du Faubourg Saint-Honoré        |                                 |                                      |
| Hôtel de Rochechouart            | Ministère de l'Éducation nationale                                | +07,   | 110 rue de Grenelle                     | 48° 51′ 24,3″ N, 2° 19′ 14,2″ E | « PA00088710 », notice no PA00088710 |
| Hôtel de Rohan                   | Archives nationales                                               | +03,   | 58 rue des Archives                     |                                 | « PA00086155 », notice no PA00086155 |
| Hôtel de Rohan-Chabot            |                                                                   | +07,   | 61 rue de Varenne                       | 48° 51′ 17,5″ N, 2° 19′ 10,9″ E | « PA00088732 », notice no PA00088732 |
| Hôtel de Rohan-Guémené           |                                                                   | +04,   | 6 place des Vosges                      | 48° 51′ 17,3″ N, 2° 21′ 58,1″ E | « PA00086272 », notice no PA00086272 |
| Hôtel de Rohan-Montbazon         |                                                                   | +08,   | 29 rue du Faubourg-Saint-Honoré         |                                 | « PA00088833 », notice no PA00088833 |
| Hôtel de Roquelaure              | Ministère de l'Écologie, du Développement durable et de l'Énergie | +07,   | 246 boulevard Saint-Germain             | 48° 51′ 26,3″ N, 2° 19′ 29,4″ E | « PA00088733 », notice no PA00088733 |
| Hôtel de Rosanbo                 |                                                                   | +10,   | 62-64 rue René-Boulanger                | 48° 52′ 08,6″ N, 2° 21′ 31,6″ E | « PA00086499 », notice no PA00086499 |
| Hôtel Rothelin-Charolais         | Ministère de l'Industrie                                          | +07,   | 101 rue de Grenelle                     | 48° 51′ 24,2″ N, 2° 19′ 11,2″ E | « PA00088734 », notice no PA00088734 |
| Hôtel de Rothembourg             |                                                                   | +06,   | 5 rue du Regard et 68 boulevard Raspail |                                 | « PA00088541 », notice no PA00088541 |
| Hôtel Rousseau                   |                                                                   | +09,   | 66 rue de La Rochefoucauld              |                                 | « PA00088918 », notice no PA00088918 |

- Haut – A
- B
- C
- D
- E
- F
- G
- H
- I
- J
- K
- L
- M
- N
- O
- P
- Q
- R
- S
- T
- U
- V
- W
- X
- Y
- Z
- 0-9

## S
| Nom                           | Destination au XXIe siècle                                           | Arrdt. | Adresse                                                                          | Coordonnées                     | Mérimée                              |
| ----------------------------- | -------------------------------------------------------------------- | ------ | -------------------------------------------------------------------------------- | ------------------------------- | ------------------------------------ |
| Hôtel de Saint-Aignan         |                                                                      | +03,   | 71 à 75 rue du Temple                                                            |                                 | « PA00086156 », notice no PA00086156 |
| Hôtel de Saint-Chaumont       |                                                                      | +02,   | 226 rue Saint-Denis et 131 boulevard de Sébastopol                               | 48° 52′ 06,5″ N, 2° 21′ 07,2″ E | « PA00086037 », notice no PA00086037 |
| Hôtel de Saint-Cyr            |                                                                      | +06,   | 19 rue des Grands-Augustins                                                      | 48° 51′ 14,7″ N, 2° 20′ 26,2″ E | « PA75060003 », notice no PA75060003 |
| Hôtel de Sainte-Aldegonde     |                                                                      | +07,   | 102 rue du Bac                                                                   | 48° 51′ 13,6″ N, 2° 19′ 25,1″ E | « PA00088735 », notice no PA00088735 |
| Hôtel de Saint-Florentin      | Propriété des États-Unis, cabinet Jones Day                          | +01,   | 2 rue Saint-Florentin                                                            | 48° 52′ 00,3″ N, 2° 19′ 26,2″ E | « PA00085836 », notice no PA00085836 |
| Hôtel Saint-Haure             |                                                                      | +05,   | 27 rue Lhomond                                                                   | 48° 50′ 35,1″ N, 2° 20′ 49,2″ E | « PA00088436 », notice no PA00088436 |
| Hôtel Saint-James et d'Albany |                                                                      | +01,   | 211 rue Saint-Honoré et 202 rue de Rivoli                                        | 48° 51′ 53,1″ N, 2° 19′ 51,5″ E | « PA00085837 », notice no PA00085837 |
| Hôtel de Saint-Paul           |                                                                      | +08,   | 3 rue Roquépine                                                                  |                                 |                                      |
| Hôtel de Salm                 | Palais de la Légion d'honneur                                        | +07,   | 64 rue de Lille, 1 rue de Solférino, 2 rue de Bellechasse et quai Anatole-France | 48° 51′ 37,7″ N, 2° 19′ 28″ E   | « PA00088793 », notice no PA00088793 |
| Hôtel de Salm-Dyck            |                                                                      | +07,   | 97 rue du Bac                                                                    | 48° 51′ 12,2″ N, 2° 19′ 24,7″ E | « PA00088736 », notice no PA00088736 |
| Hôtel Salomon de Rothschild   | Fondation nationale des arts graphiques et plastiques                | +08,   | 12 avenue de Friedland, 9, 11 rue Berryer et 193 rue du Faubourg-Saint-Honoré    |                                 | « PA00088834 », notice no PA00088834 |
| Hôtel de Samuel Bernard       |                                                                      | +07,   | 46 rue du Bac                                                                    | 48° 51′ 23,6″ N, 2° 19′ 35,3″ E | « PA00088737 », notice no PA00088737 |
| Hôtel de Saxe                 |                                                                      | +06,   | 3 quai Malaquais                                                                 |                                 | « PA00088542 », notice no PA00088542 |
| Hôtel Schneider               |                                                                      | +08,   | 137 rue du Faubourg-Saint-Honoré                                                 |                                 | « PA00088835 », notice no PA00088835 |
| Hôtel Scipion                 | Services administratifs de l'Assistance publique - Hôpitaux de Paris | +05,   | 13 rue Scipion                                                                   | 48° 50′ 18,8″ N, 2° 21′ 11,9″ E | « PA00088437 », notice no PA00088437 |
| Hôtel de Sechtré              |                                                                      | +10,   | 66 rue René-Boulanger                                                            | 48° 52′ 08,9″ N, 2° 21′ 30,7″ E | « PA00086500 », notice no PA00086500 |
| Hôtel Sédille                 |                                                                      | +08,   | 28 boulevard Malesherbes                                                         |                                 | « PA00088897 », notice no PA00088897 |
| Hôtel de Ségur                |                                                                      | +01,   | 22 place Vendôme                                                                 | 48° 52′ 03,6″ N, 2° 19′ 50,3″ E | « PA00085838 », notice no PA00085838 |
| Hôtel de Seignelay            | Ministère de la Fonction Publique                                    | +07,   | 80 rue de Lille                                                                  | 48° 51′ 39,6″ N, 2° 19′ 18,9″ E | « PA00088738 », notice no PA00088738 |
| Hôtel de Sénecterre           |                                                                      | +07,   | 24 rue de l'Université et 17-19 rue de Verneuil                                  | 48° 51′ 18,8″ N, 2° 20′ 06,5″ E | « PA00088739 », notice no PA00088739 |
| Hôtel Sillery-Genlis          |                                                                      | +06,   | 13 quai de Conti et 2 impasse de Conti                                           |                                 | « PA00088543 », notice no PA00088543 |
| Hôtel de Sommery              |                                                                      | +07,   | 115 rue de Grenelle                                                              | 48° 51′ 26,6″ N, 2° 19′ 03,9″ E | « PA00088740 », notice no PA00088740 |
| Hôtel de Soubise              | Archives nationales                                                  | +03,   | 58 rue des Archives                                                              |                                 | « PA00086155 », notice no PA00086155 |
| Hôtel de Sourdéac             |                                                                      | +06,   | 8 rue Garancière                                                                 | 48° 51′ 00,2″ N, 2° 20′ 08,6″ E | « PA00088584 », notice no PA00088584 |
| Hôtel de Soyecourt            |                                                                      | +01,   | 3 place des Victoires                                                            | 48° 51′ 55,2″ N, 2° 20′ 28,3″ E | « PA00085840 », notice no PA00085840 |
| Hôtel de Stahrenberg          |                                                                      | +07,   | 77 rue de Lille                                                                  | 48° 51′ 35,4″ N, 2° 19′ 29,1″ E | « PA75070004 », notice no PA75070004 |
| Hôtel de Sully                | Centre des Monuments nationaux                                       | +04,   | 7, 7bis place des Vosges                                                         | 48° 51′ 16,5″ N, 2° 21′ 49,8″ E | « PA00086310 », notice no PA00086310 |
| Hôtel de Sully-Charost        |                                                                      | 6      | 11, rue du Cherche Midi                                                          |                                 |                                      |

- Haut – A
- B
- C
- D
- E
- F
- G
- H
- I
- J
- K
- L
- M
- N
- O
- P
- Q
- R
- S
- T
- U
- V
- W
- X
- Y
- Z
- 0-9

## T
| Nom                                      | Destination au XXIe siècle      | Arrdt. | Adresse                                   | Coordonnées                     | Mérimée                              |
| ---------------------------------------- | ------------------------------- | ------ | ----------------------------------------- | ------------------------------- | ------------------------------------ |
| Hôtel de Tallard (ou Amelot de Chaillou) |                                 | +03,   | 78 rue des Archives et 12 rue Pastourelle |                                 | « PA00086118 », notice no PA00086118 |
| Hôtel Talma                              |                                 | +09,   | 9 rue de la Tour-des-Dames                |                                 | « PA00088919 », notice no PA00088919 |
| Hôtel Tannevot                           |                                 | +01,   | 26 rue Cambon                             | 48° 52′ 04,7″ N, 2° 19′ 36,8″ E | « PA00085843 », notice no PA00085843 |
| Hôtel de Tavannes                        |                                 | +07,   | 5 rue Saint-Dominique                     | 48° 51′ 28,9″ N, 2° 19′ 23,3″ E | « PA00088742 », notice no PA00088742 |
| Hôtel de Tessé                           |                                 | +07,   | 1 quai Voltaire et 2 rue des Saints-Pères | 48° 51′ 29,4″ N, 2° 19′ 58,4″ E | « PA00088743 », notice no PA00088743 |
| Hôtel Thibert des Martrais               |                                 | +01,   | 6 place Vendôme                           | 48° 52′ 00,1″ N, 2° 19′ 45,4″ E | « PA00085830 », notice no PA00085830 |
| Hôtel Thirioux d'Arconville              |                                 | +03,   | 22 rue des Quatre-Fils                    |                                 | « PA00086158 », notice no PA00086158 |
| Hôtel Thuriot de la Rosière              |                                 | +04,   | 10 rue des Lions-Saint-Paul               | 48° 51′ 08,9″ N, 2° 21′ 44,3″ E | « PA00086317 », notice no PA00086317 |
| Hôtel Titon                              |                                 | +10,   | 58 rue du Faubourg-Poissonnière           | 48° 52′ 30,4″ N, 2° 20′ 54,3″ E | « PA00086505 », notice no PA00086505 |
| Hôtel Thiroux de Lailly                  | Services des finances publiques | +03,   | 5 rue de Montmorency                      |                                 |                                      |
| Hôtel de Toulouse                        | Siège de la Banque de France    | +01,   | 39 rue Croix-des-Petits-Champs            | 48° 51′ 53″ N, 2° 20′ 24″ E     | « PA00085841 », notice no PA00085841 |
| Hôtel de Transylvanie                    |                                 | +06,   | 9 quai Malaquais                          | 48° 51′ 27,6″ N, 2° 20′ 06,3″ E | « PA00088545 », notice no PA00088545 |
| Hôtel de Tresmes                         |                                 | +03,   | 26 place des Vosges                       |                                 | « PA00086159 », notice no PA00086159 |
| Hôtel Tubeuf                             |                                 | +02,   | 16, 16bis rue Vivienne                    | 48° 52′ 04,5″ N, 2° 20′ 22,9″ E | « PA00086038 », notice no PA00086038 |
| Hôtel de Turenne                         |                                 | +06,   | 25 boulevard du Montparnasse              |                                 | « PA00088546 », notice no PA00088546 |

- Haut – A
- B
- C
- D
- E
- F
- G
- H
- I
- J
- K
- L
- M
- N
- O
- P
- Q
- R
- S
- T
- U
- V
- W
- X
- Y
- Z
- 0-9

## V
| Nom                                                                                      | Destination au XXIe siècle                        | Arr. | Adresse                                                     | Coordonnées                           | Mérimée                              |
| ---------------------------------------------------------------------------------------- | ------------------------------------------------- | ---- | ----------------------------------------------------------- | ------------------------------------- | ------------------------------------ |
| Hôtel de Vatry                                                                           | Siège de Google France                            | +09, | 8 rue de Londres                                            | 48° 52′ 38,7042″ N, 2° 19′ 47,7948″ E |                                      |
| Hôtel de Vaudreuil                                                                       |                                                   | +07, | 7 rue de la Chaise                                          | 48° 51′ 10,6″ N, 2° 19′ 38,4″ E       | « PA00088744 », notice no PA00088744 |
| Hôtel de Varengeville                                                                    | Maison de l'Amérique latine                       | +07, | 217 boulevard Saint-Germain                                 | 48° 51′ 26″ N, 2° 19′ 25″ E           |                                      |
| Hôtel de Vendôme                                                                         | École nationale supérieure des mines de Paris     | +06, | 60-62 boulevard Saint-Michel                                | 48° 50′ 42,3″ N, 2° 20′ 19,4″ E       | « PA00088508 », notice no PA00088508 |
| Hôtel Véron                                                                              | École primaire Saint-Jean-de-Passy                | +16, | 16, 18 rue d'Auteuil                                        |                                       | « PA00086676 », notice no PA00086676 |
| Hôtel des Vertus                                                                         |                                                   | +07, | 3 rue de la Chaise                                          | 48° 51′ 11,4″ N, 2° 19′ 37,2″ E       | « PA00088754 », notice no PA00088754 |
| Hôtel de Vibraye                                                                         |                                                   | +04, | 15 rue Vieille-du-Temple et 56 rue du Roi-de-Sicile         | 48° 51′ 24,6″ N, 2° 21′ 23,9″ E       | « PA00086318 », notice no PA00086318 |
| Hôtel de Vic                                                                             |                                                   | +03, | 77 rue du Temple                                            |                                       | « PA00086160 », notice no PA00086160 |
| Hôtel de la Vieuville                                                                    | détruit                                           | +04, | 2-6 rue Saint-Paul                                          |                                       |                                      |
| Hôtel de Vigny                                                                           |                                                   | +03, | 10 rue du Parc-Royal                                        |                                       | « PA00086161 », notice no PA00086161 |
| Hôtel de Villars (ou grand hôtel de Villars)                                             | Mairie du 7e arrondissement                       | +07, | 116 rue de Grenelle                                         | 48° 51′ 24,8″ N, 2° 19′ 13″ E         | « PA00088788 », notice no PA00088788 |
| Hôtel de Villayer ou hôtel de Vieuville                                                  |                                                   | +03, | 47 rue Saint-André-des-Arts                                 | 48° 51′ 13″ N, 2° 20′ 23″ E           | « PA00088622 », notice no PA00088622 |
| Hôtel de Villette                                                                        |                                                   | +07, | 27 quai Voltaire et 1 rue de Beaune                         | 48° 51′ 32,6″ N, 2° 19′ 48,9″ E       | « PA00088745 », notice no PA00088745 |
| Hôtel Vilgruy                                                                            |                                                   | +08, | 9 rue François-Ier et 16 rue Jean-Goujon, 61 rue de Monceau |                                       | « PA00088837 », notice no PA00088837 |
| Hôtel de Villemaré                                                                       |                                                   | +01, | 9 place Vendôme                                             | 48° 52′ 02,996″ N, 2° 19′ 42,142″ E   | « PA00085821 », notice no PA00085821 |
| Hôtel de Villeroy (lieu d'enfance de Louis XIV, de 1671 à 1738 hôtel de la Grande Poste) | Centre d'exposition Crémerie de Paris (en partie) | +01, | 34 rue des Bourdonnais et 9 rue des Déchargeurs             | 48° 51′ 36,4″ N, 2° 20′ 44,8″ E       | « PA00085842 », notice no PA00085842 |
| Hôtel de Villeroy                                                                        | Ministère de l'Agriculture                        | +07, | 78 rue de Varenne                                           | 48° 51′ 21″ N, 2° 19′ 07″ E           | « PA00088747 », notice no PA00088747 |
| Hôtel de Vitry                                                                           |                                                   | +03, | 14, 14bis rue des Minimes                                   |                                       | « PA00086161 », notice no PA00086161 |
| Hôtel de Vouvray                                                                         |                                                   | +03, | 6 rue du Parc-Royal                                         |                                       | « PA00086164 », notice no PA00086164 |

- Haut – A
- B
- C
- D
- E
- F
- G
- H
- I
- J
- K
- L
- M
- N
- O
- P
- Q
- R
- S
- T
- U
- V
- W
- X
- Y
- Z
- 0-9

## W
| Nom                 | Destination au XXIe siècle                     | Arrdt. | Adresse                     | Coordonnées                        | Mérimée |
| ------------------- | ---------------------------------------------- | ------ | --------------------------- | ---------------------------------- | ------- |
| Hôtel de Waresquiel | Bureaux                                        | +09,   | 11 rue de Milan             | 48° 52′ 43,532″ N, 2° 19′ 43,22″ E |         |
| Hôtel de Wendel     | École élémentaire                              | +09,   | 10 rue de Clichy            | 48° 52′ 40,532″ N, 2° 19′ 51,22″ E |         |
| Hôtel de Wignacourt | Délégation générale Wallonie-Bruxelles à Paris | +07,   | 274 boulevard Saint-Germain | 48° 51′ 37,632″ N, 2° 19′ 17,82″ E |         |